# Buick Riviera

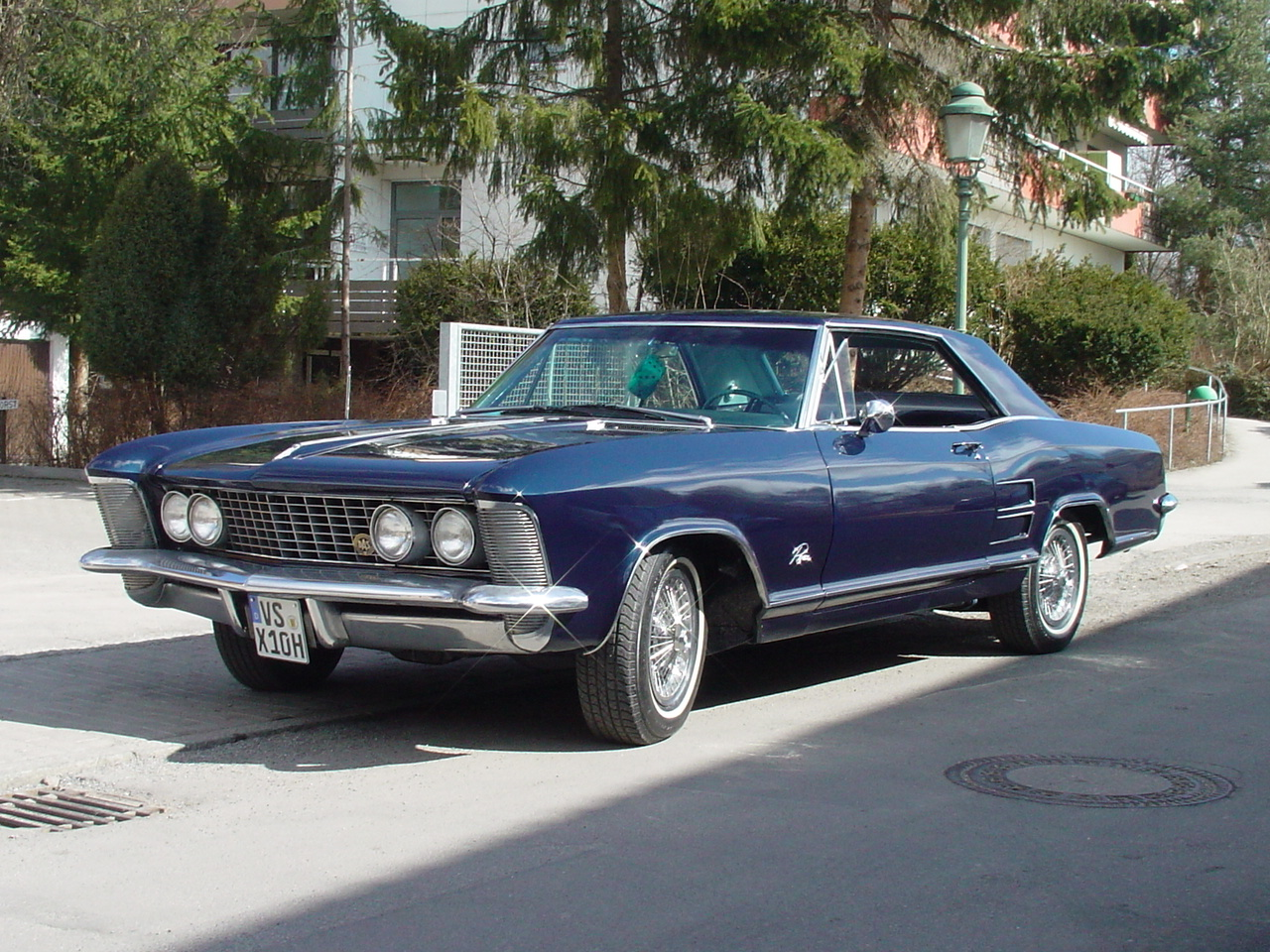
Een eerste generatie Buick Riviera uit 1963

De Buick Riviera is een Amerikaanse personal luxury car, gebouwd door General Motors. In de perioden van 1963 tot 1993 en van 1995 tot 1999 zijn acht generaties van de Buick Riviera gebouwd. In totaal werden 1.127.261 geleverd.

## Galerij

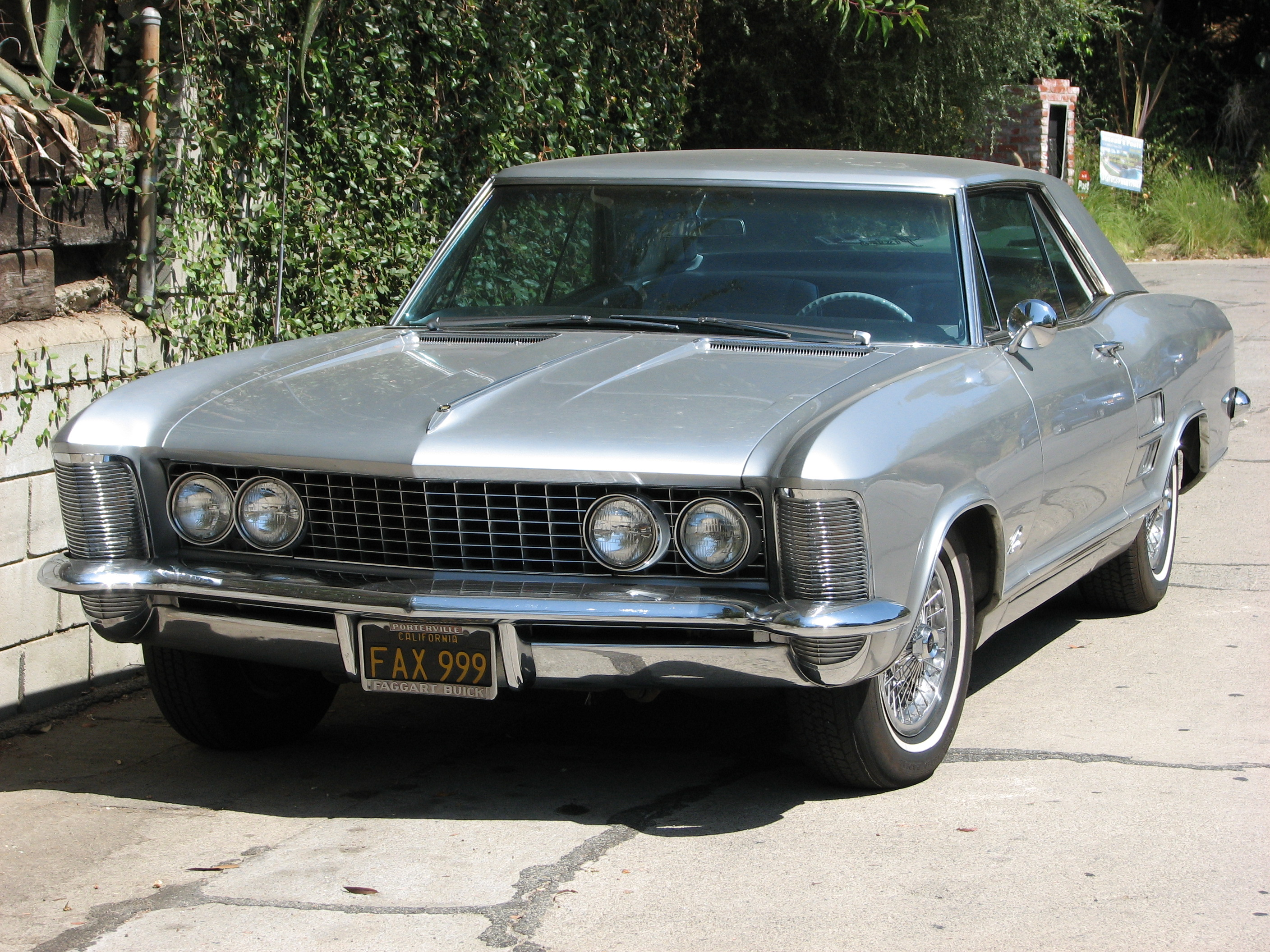
Eerste generatie (1963–1965)
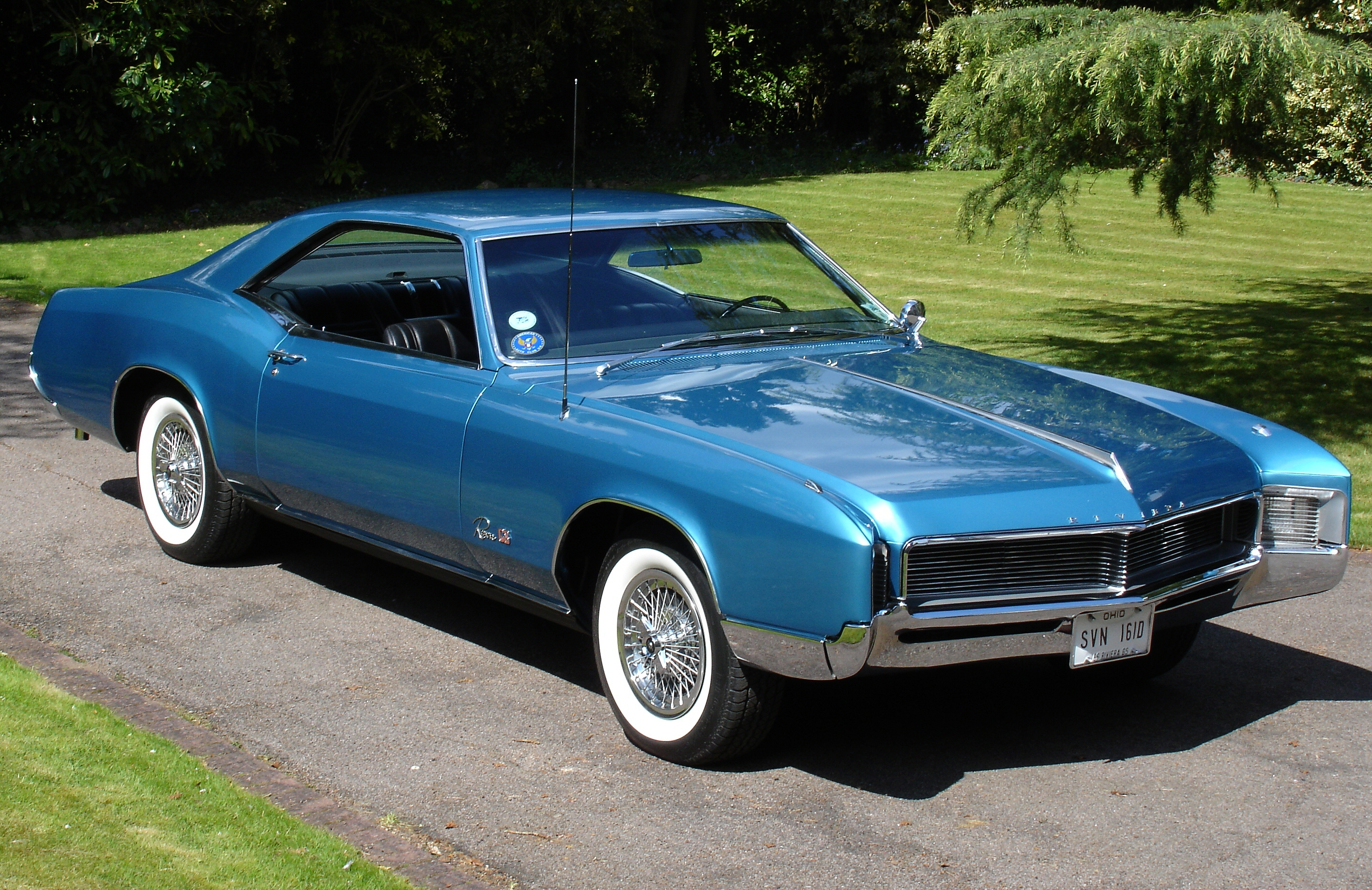
Tweede generatie (1966–1970)
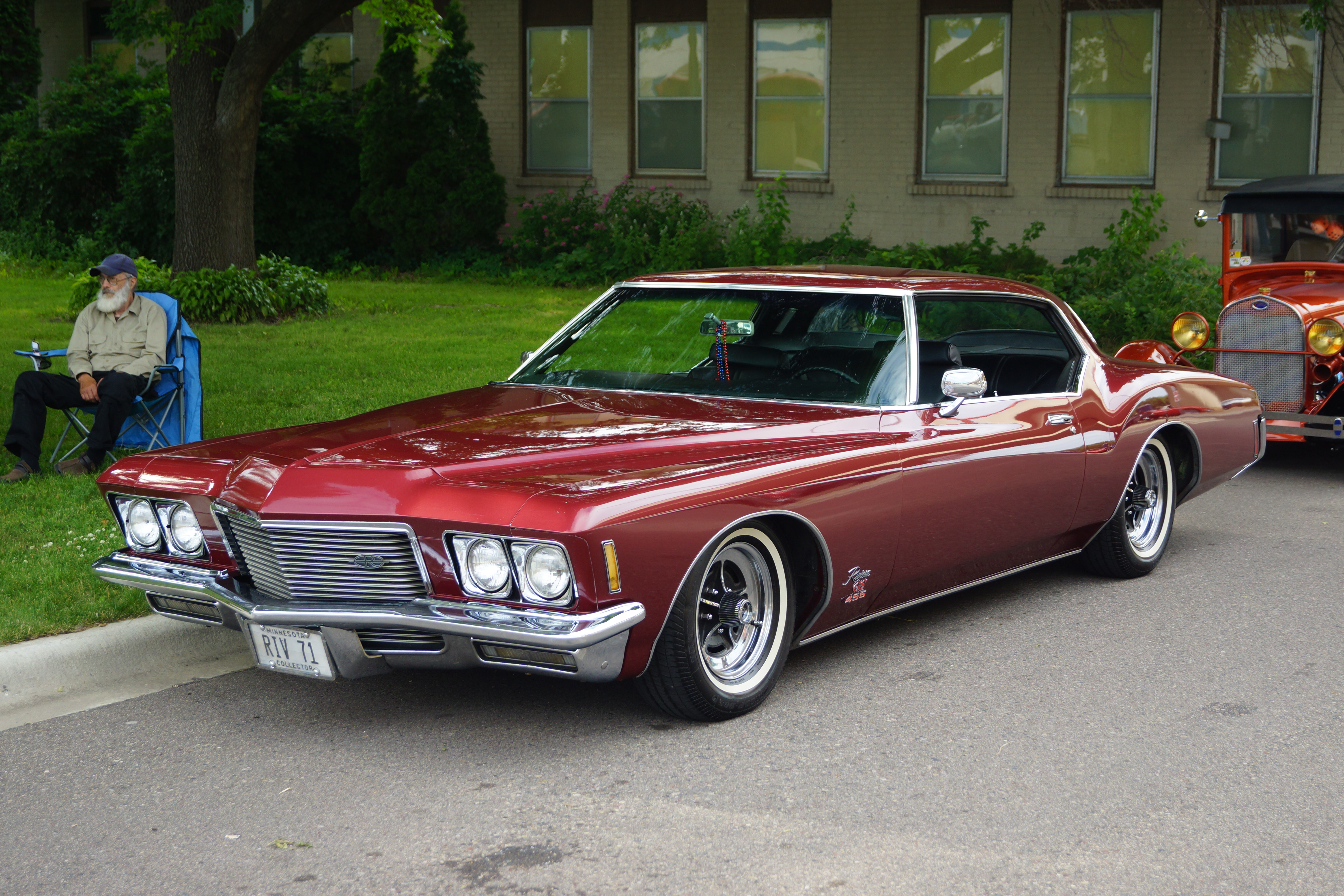
Derde generatie (1971–1973)
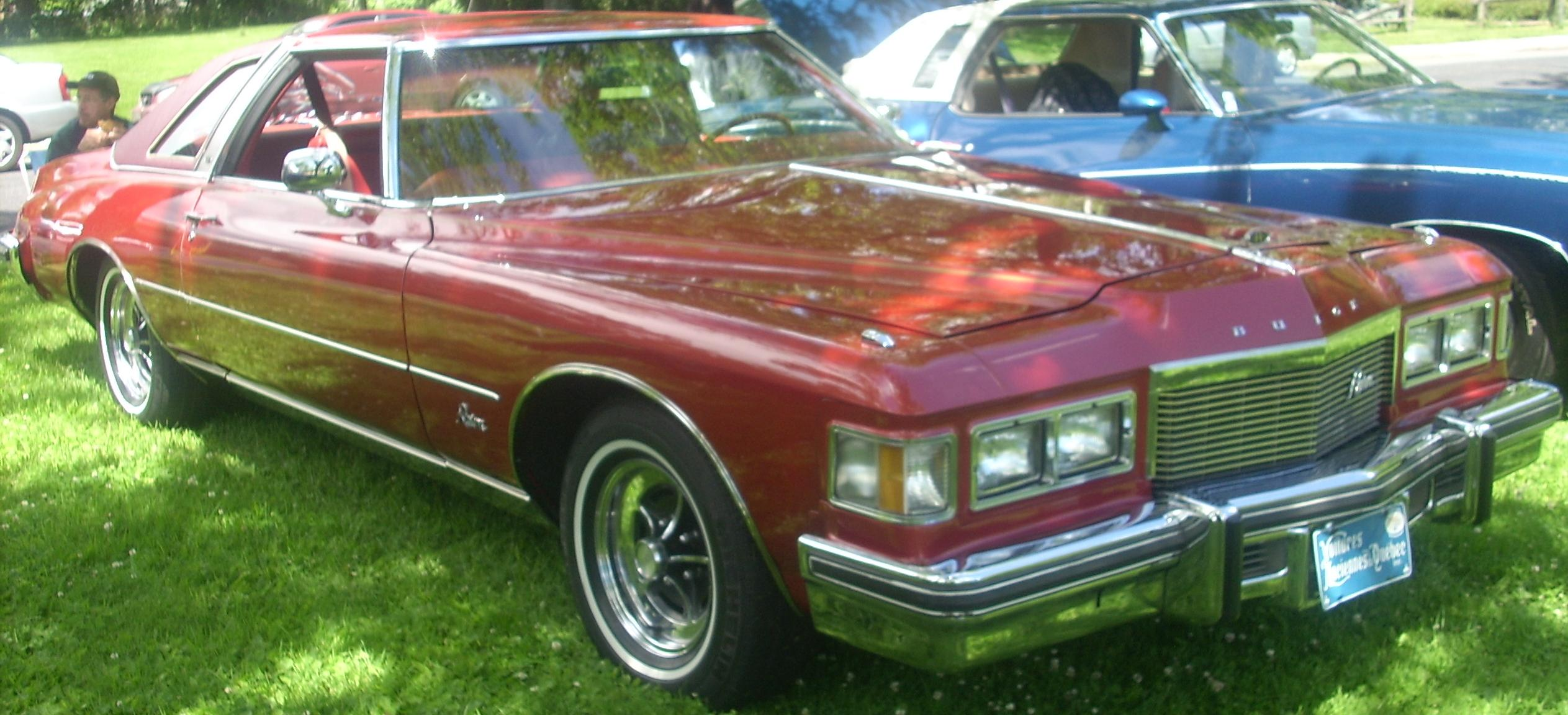
Vierde generatie (1974–1976)
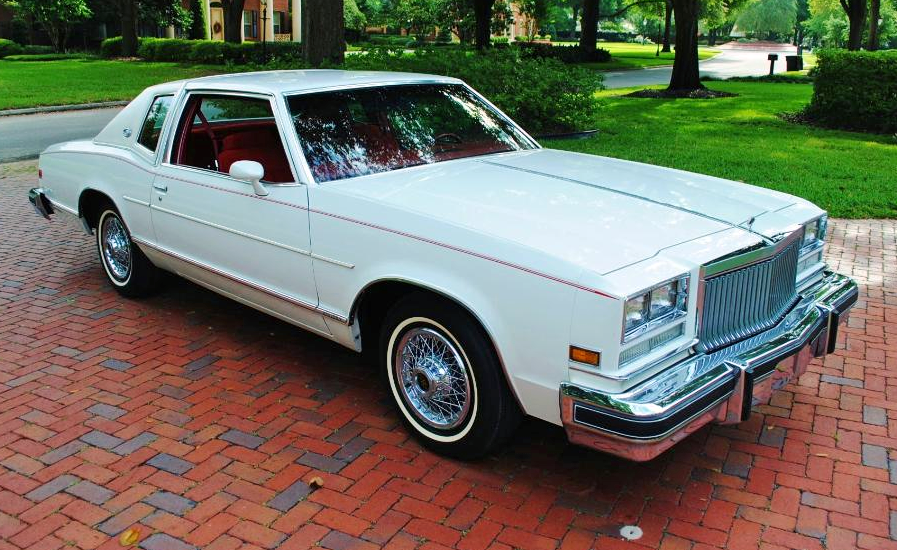
Vijfde generatie (1977–1978)
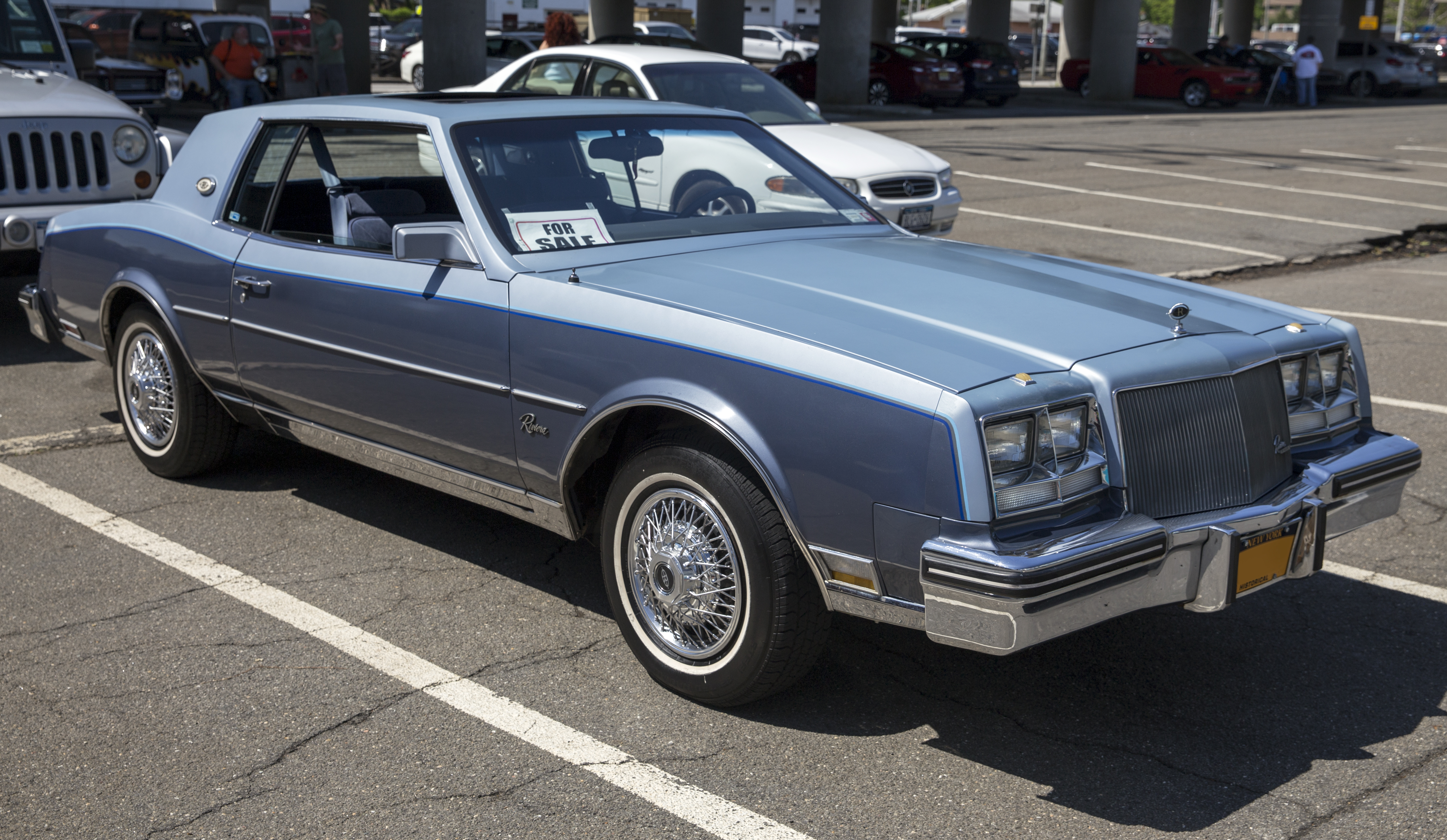
Zesde generatie (1979–1985)
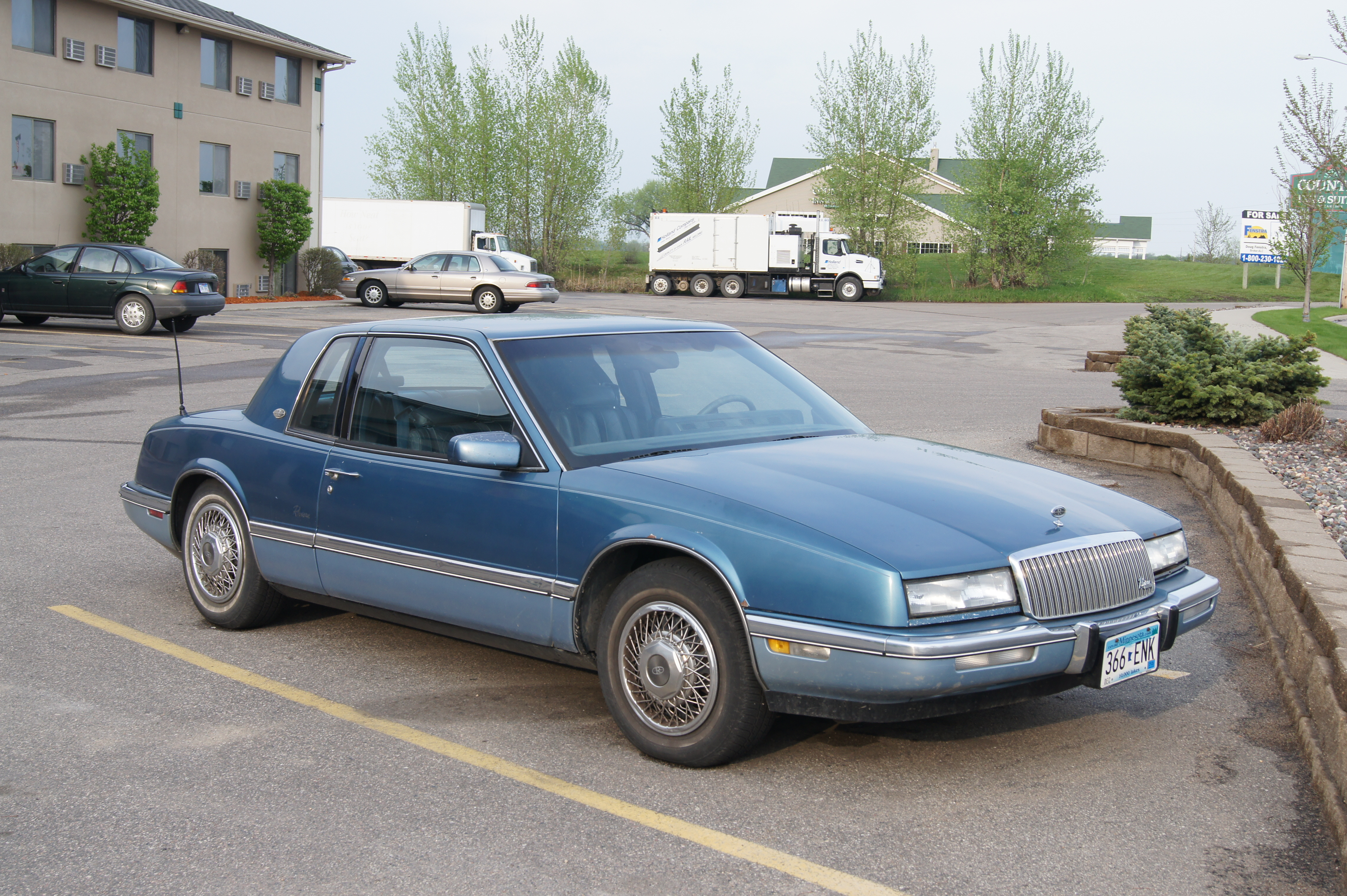
Zevende generatie (1986–1993)
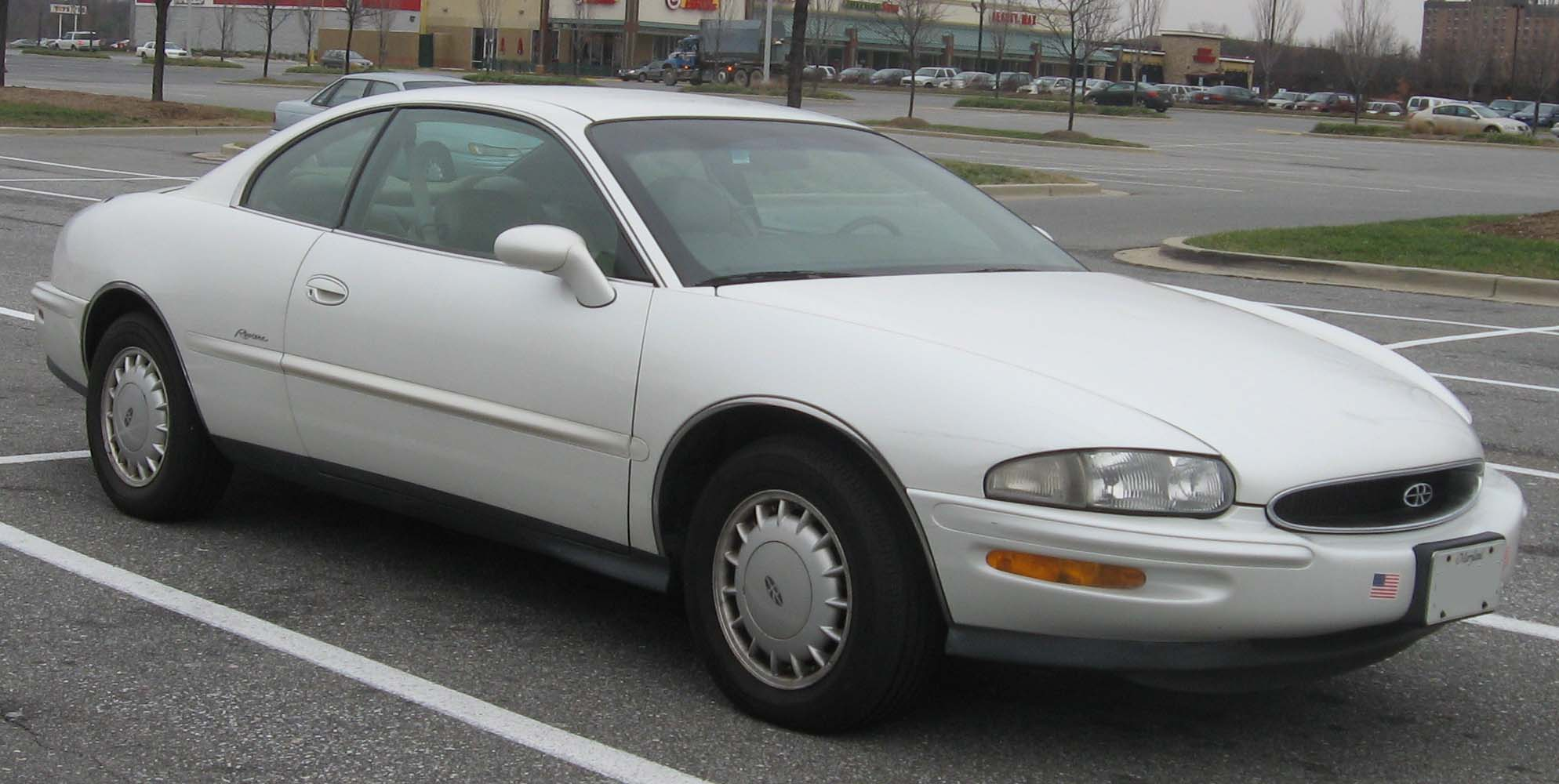
Achtste generatie (1995–1999)